# 초국가적 연합
초국가적 연합(supranational union)은 국가에 유보된 권한과 기능의 일부를 직접 행사할 수 있는 권한을 부여받은 일종의 국제기구 및 정치적 연합이다. 초국가적 조직은 다른 종류의 국제조직보다 국가 주권의 더 큰 양도 또는 제한을 수반한다.
유럽 연합(EU)은 단일 시장, 공동 국경 통제, 대법원, 정기 대중 선거 등 정치적, 경제적, 사회적 통합이 깊기 때문에 초국가적 조직의 전형적인 사례로 묘사되어 왔다.
국제기구의 또 다른 의사결정 방식은 주정부가 보다 중요한 역할을 하는 정부간주의이다.

## 같이 보기
- 시민국민주의
- 권한 이양
- 연방제
- 국제인권법
- 군사동맹 목록
- 로베르 쉬망
- 쉬망 선언
- 유엔 의회
- 세계정부